# Rolandbund
Der Rolandbund war ein Bund zur Sicherung der Markthoheit des Reiches auf dem Fundament der Freiwirtschaftslehre von Silvio Gesell.

## Entstehung und Wirkungszeitraum
Der Rolandbund wurde am 1. Mai 1933 von Wilhelm Radecke gegründet. In ihm waren berufene Sprecher der von Otto Lautenbach herausgegebenen Zeitschrift Schule der Freiheit und des Bundes für krisenlose Volkswirtschaft vertreten; ersterer durch Franz Hochstetter und der zweite durch Otto Weißleder. Das Gründungsdatum wurde von Radecke nicht sonderlich geschickt gewählt. Da die Nationalsozialisten den 1. Mai zum Tag der nationalen Arbeit ernannt hatten, erschwerte dies die Unterstützung durch politisch bewusste Arbeiter. Innerhalb der NSDAP jedoch gewann die Idee der Freiwirtschaft nach ihrer Gründung hohe Popularität. Die Organisationsleitung verhängte eine Mitgliedersperre, um Karrieristen und Konjunkturritter fernzuhalten und um so den Idealismus zu bewahren. Durch den Kontakt zu Heinrich Himmler, der ein alter "Schulfreund" und zudem Sympathisant seiner Idee war, vermochte Radecke weitere hochrangige Mitglieder der NSDAP wie Joseph Goebbels und Ernst Röhm von seiner Überzeugung zu begeistern. Vor allem Letzterer schien den erwarteten Durchbruch zu befördern. Röhm wollte Radecke eine Besprechung mit Adolf Hitler ermöglichen. Das erhoffte Telegramm von Hitler blieb jedoch aus; dieser lehnte eine Unterredung mit Radecke ab.

## Ende des Rolandbundes
Die Ermordung Röhms am 30. Juni 1934 bereitete dem Rolandbund ein baldiges Ende. Offenbar wurde er kurz darauf zur Selbstauflösung gezwungen.